# 宋益乔
宋益乔（1949年—），山东临清人，汉族，中华人民共和国政治人物、第十一届全国人民代表大会山东地区代表。
毕业于聊城师范学院中国现当代文学专业。担任聊城大学校长。2008年起担任全国人大代表。